# Phorbia polystrepsis
Phorbia polystrepsis este o specie de muște din genul Phorbia, familia Anthomyiidae, descrisă de Fan, Chen și Ma în anul 2000.
Este endemică în Qinghai. Conform Catalogue of Life specia Phorbia polystrepsis nu are subspecii cunoscute.